# Бутка (река)
Бутка́ — река в России, протекает по Талицкому району Свердловской области. Устье реки находится в 46 км от устья Беляковки по правому берегу. Длина реки составляет 32 км.
Одноимённый правый приток Бутка впадает у Новой Деревни в 5,3 км от устья.

## Населённые пункты
- Зарубина
- Красногорка
- Упорова
- Вихляева
- Новая деревня
- Поротникова

## Данные водного реестра
По данным государственного водного реестра России относится к Иртышскому бассейновому округу, водохозяйственный участок реки — Пышма от Белоярского гидроузла и до устья, без реки Рефт от истока до Рефтинского гидроузла, речной подбассейн реки — Тобол. Речной бассейн реки — Иртыш.
Код объекта в государственном водном реестре — 14010502212111200008195.